# 長崎市立江平中学校
長崎市立江平中学校（ながさきしりつえびらちゅうがっこう、Nagasaki City Ebira Junior High School）は、長崎県長崎市に所在していた公立中学校。略称は「江平中（えびらちゅう）」「江中（こうちゅう）」、「えびちゅう」など。
2021年（令和3年）3月末に、長崎市立山里中学校への統合により閉校した。

## 概要
歴史
長崎市北部の人口増加に伴い、1961年（昭和36年）に新設された。2011年（平成23年）に創立50周年を迎えた。
校訓
「規律ある生活を通して、心身ともに健康で、学ぶ意欲をもつ生徒を育てる」
校章
校名の略称「江中」の文字（縦書き）となっている。
校歌
作詞は島内八郎、作曲は木野普見雄による。歌詞は3番まであり、各番に校名の「江平中学校」が登場する。
校区
長崎市立銭座小学校区、長崎市立坂本小学校区。

## 沿革
- 1961年（昭和36年）
  - 4月1日 - 「長崎市立江平中学校」（現校名）が開校。
    - 校舎は鉄筋コンクリート造3階建て。

  - 4月10日 - 開校式・入学式を挙行。生徒数は724名。
- 1964年（昭和39年）4月1日 - 長崎市立山里中学校より本尾分校が移管される。
- 1966年（昭和41年）6月11日 - プールが完成。
- 1968年（昭和43年）6月1日 - 体育館が完成。
- 1969年（昭和44年）10月26日 - 国体開会式において、マスゲーム中学班として第2学年333名が長崎市立の4校（山里・西浦上・緑が丘・淵）とともに出場。
- 1971年（昭和46年）9月1日 - 江平中本尾分校が西彼杵郡三和町へ移転し、三和町立三和中学校三和学園分校（長崎県立三和学園）となる。
- 1975年（昭和50年）2月14日 - 里郷郷有財産寄贈により、学校図書館が完成。
- 1986年（昭和61年）3月31日 - 運動場拡張・改修工事が完了。
- 1991年（平成3年）3月31日 - 柔・剣道場が完成。
- 2004年（平成16年）- 完全給食を開始。
- 2011年（平成23年）- 創立50周年を迎えた。
- 2021年（令和3年）
  - 2月21日 - 閉校式を挙行[2]。
  - 3月16日 - 最後の卒業式を挙行。
  - 3月31日 - 長崎市立山里中学校への統合により閉校[3]。

## 学校行事
3学期制
1学期
- 4月 - 始業式、入学式、歓迎遠足、部活動紹介、実力テスト
- 5月 - 体育祭
- 6月 - 市中総体激励会、市中総体、高校説明会、期末テスト
- 7月 - 平和校外学習、終業式、県中総体
- 8月 - 平和記念集会（9日 長崎原爆の日）職場体験

2学期
- 9月 - 始業式、実力テスト
- 10月 - 中総体駅伝、連合音楽会、修学旅行（2年）実力テスト（3年）
- 11月 - 文化祭、期末テスト 親子ふれあいスポーツ大会（綱引き）
- 12月 - 人権集会、立会演説会（生徒会役員選挙）、終業式

3学期
- 1月 - 始業式、避難訓練
- 2月 - 期末テスト
- 3月 - 長崎県公立高校入試、3年生を送る会、卒業式、修了式

## 部活動
運動部
- 野球部（男）
- ソフトテニス部（男女ともあり）
- バスケットボール部（女）

文化部
- 美術部

## ファイル・ダウンロード事件
2010年3月下旬、当時の校長が私有のパソコンを使って、ファイル共有ソフトを利用し、ファイルをダウンロードしたと報じられた。校長がダウンロードしたファイルにはわいせつな画像（児童ポルノ画像）が多数含まれていたという。報道では長崎市教育委員会のコメントを引用しており、警察への問い合わせ結果として、違法なものではなかったとしている。同年4月27日に報道された校長に対する処分内容は、2カ月の減給10分の1という懲戒処分であった。

## 閉校時の制服
- 男子
  - 冬服-学生服一式
  - 夏服-カッターシャツ、スラックス
    - 統合先の山里中学校と同じ制服なのでそのまま継続できた。
- 女子
  - 冬服-セーラー服一式
  - 夏服-ブラウス、スカート
    - 統合先の山里中学校のものに統合されたため下記のものを新規に購入し直したものと思われる。
      - 冬服-ブレザー、カッターシャツ、吊りスカート
      - 夏服-カッターシャツ、吊りスカート

## 著名な出身者
- 下柳剛（元プロ野球選手〈阪神タイガース元投手〉）
- 麻生祐未（女優）
- かわくぼ香織（漫画家）- 漫画かっちぇる♪の作者

## 舞台となった作品
漫画
- かっちぇる♪

## アクセス
最寄りのバス停
- 長崎バス「江平高部」（旧 江平中学校前）バス停より徒歩1分。
- 長崎県営バス「浦上天主堂前」バス停より上り坂を徒歩10～15分。

最寄りの国道
- 国道206号線

## 周辺
- 浦上天主堂
- 本尾団地
- 金比羅山（こんぴらさん、標高366.3m）
  - 金比羅公園
- 長崎市立坂本小学校
- 長崎市立山里中学校
- 長崎大学坂本キャンパス
  - 医学部
  - 歯学部
  - 長崎大学病院